# Беатріс Гікс
Беатріс Еліс Гікс (англ. Beatrice Alice Hicks; 2 січня 1919 — 21 жовтня 1979) — американська інженер, перша інженер-жінка, найнята компанією Western Electric, а також співзасновниця і перша президент Товариства жінок-інженерів. Попри те, що в час її роботи інженерія розглядалася як невідповідна кар'єра для жінки у США, Гікс обіймала різні керівні посади і з часом стала власницею інженерної фірми. Гікс розробила перемикач щільності газу, який використовувався в космічній програмі США, включаючи місії «Аполлон» з висадки на Місяць.

## Раннє життя
Беатріс Гікс народилася в 1919 році в місті Оранж, штат Нью-Джерсі, у сім'ї Вільяма Люкса Гікса, інженера-хіміка, і Флоренс Бенедикт. У ранньому віці Гікс вирішила, що хоче стати інженером. Її батьки ні не підтримували, ні не виступали проти бажаної кар'єри Гікс, а деякі її викладачі та однокласники намагалися відговорити її від цього, розглядаючи кар'єру інженера як соціально неприйнятну роль для жінки. Вона закінчила старшу школу в Оранжі в 1935 році і здобула ступінь бакалавра з хімічної інженерії в Інженерному коледжі Ньюарка (зараз Технологічний інститут Нью-Джерсі) в 1939 році, будучи лише однією з двох жінок у своїй групі. Під час навчання в коледжі Гікс працювала телефонним оператором у скарбниці магазину Abercrombie & Fitch і в бібліотеці університету. Отримавши ступінь бакалавра, Гікс три роки пробула у Інженерному коледжі Ньюарка науковим співробітником, де вивчала історію винаходів Едварда Вестона і брала додаткові вечірні заняття.

## Кар'єра
У 1942 році Гікс влаштувалася на роботу у компанію Western Electric, розробляючи і перевіряючи кварцові кристалічні осцилятори в Керні, Нью-Джерсі. Вона була першою жінкою, яка найняли в Western Electric інженером, і пропрацювала там три роки. Після смерті батька, вона пішла у металообробну фірму Newark Controls Company, що у Блумфілді, штат Нью-Джерсі, яку заснував її батько. Гікс працювала головним інженером, а потім віце-президентом, відповідальним за інженерію, перш ніж придбати у свого дядька контроль над компанією у 1955 році. Гікс розробила і запатентувала перемикач щільності газу, який згодом використовувався в космічній програмі США, включаючи посадку на місяць, і була піонером розробки датчиків, щодо виявляють, коли пристрої досягають структурних меж. Гікс є автором декількох технічних статей про перемикання щільності газу. Працюючи в Newark Controls, Гікс вчилася на магістра фізики, отримавши ступінь в 1949 році у Технологічному інституті Стівенса.
У 1950 році Гікс та інші жінки, що працювали на східному узбережжі Сполучених Штатів, почали зустрічатися для обговорень, метою яких було просування жінок-інженерів і збільшення жіночої участі в техніці. Два роки по тому було зареєстровано організацію під назвою Товариство жінок-інженерів. Гікс була президентом організації два терміни поспіль, з 1950 по 1952 рік. У 1963 році Товариство жінок-інженерів нагородило Гікс своєю найвищою відзнакою, Society of Women Engineers Achievement Award. Гікс їздила по Сполучених Штатах, виступаючи за справу інженерів-жінок з роз'ясненнями. Вона вважала, що, хоча на початку до жінок-інженерів будуть уважно приглядатися, їх швидко приймуть.
У 1948 р. Гікс взяла шлюб з інженером Родні Дуеном Чіппом, який двічі обіймав посади інженерних керівників на рівні директора, до того як заснувати консалтингову фірму. У 1960 році Національне товариство професійних інженерів обрало подружжя для одномісячного дослідження і виступів у Південній Америці на тему міжнародного співробітництва між американськими та південноамериканськими інженерами. Після смерті Чіппа у 1966 році, Гікс продала компанію Newark Controls і зайнялася консалтинговим бізнесом свого покійного чоловіка. Її також обирали для роботи в Оборонному консультативному комітеті з питань жінок у сфері послуг у 1960—1963 рр., вона була директором Першої міжнародної конференції жінок-інженерів, а також представляла Сполучені Штати на чотирьох Міжнародних конгресах менеджменту.
Гікс померла 21 жовтня 1979 року в Прінстоні, штат Нью-Джерсі.

## Нагороди та професійні відзнаки
За її роль у компанії Newark Controls, в 1952 році журнал Mademoiselle назвав Гікс «Жінкою року в бізнесі». У 1978 році Гікс запросили до Національної інженерної академії США, що є найвищою професійною почестю в інженерії; вона стала шостою жінкою, яка приєдналася до організації. У 2002 році Гікс увійшла у Національну залу слави жінок.
Гікс отримала почесний докторський ступінь у коледжі Гобарта і Вільяма Смітів, Політехнічному інституті Ренсселера, Технологічному інституті Стівенса і Вустерському політехнічному інституті. Вона стала першою жінкою, яка отримала почесний докторський ступінь у Політехнічному інституті Ренсселера. Була членом і Американського товариства інженерів-механіків, й Інституту інженерів з електротехніки та електроніки.
У 2017 році Гікс увійшла до Національної зали слави винахідників.